# Ullasjö socken
Ullasjö socken i Västergötland ingick i Kinds härad och är sedan 1971 en del av Svenljunga kommun, från 2016 inom Svenljunga-Ullasjö distrikt.
Socknens areal är 58,77 kvadratkilometer varav 57,25 land. År 1954 fanns här 676 invånare.  Sockenkyrka är sedan 1829 Svenljunga kyrka som inte ligger i denna socken. 

## Administrativ historik
Socknen har medeltida ursprung. 
Vid kommunreformen 1862 övergick socknens ansvar för de kyrkliga frågorna till Ullasjö församling och för de borgerliga frågorna bildades Ullasjö landskommun. Landskommunen uppgick 1952 i Axelfors landskommun som 1971 uppgick i Svenljunga kommun. Församlingen uppgick 1992 i Svenljunga-Ullasjö församling som 2006 uppgick i Svenljungabygdens församling.
1 januari 2016 inrättades distriktet Svenljunga-Ullasjö, med samma omfattning som Svenljunga-Ullasjö församling hade 1999/2000 och fick 1992, och vari detta sockenområde ingår.
Socknen har tillhört län, fögderier, tingslag och domsagor enligt vad som beskrivs i artikeln Kinds härad. De indelta soldaterna tillhörde Älvsborgs regemente, Södra Kinds kompani.

## Geografi
Ullasjö socken ligger söder om Borås kring Lillån med Ätran i väster och Simmesjön i nordost. Socknen är en skogsbygd med mossmarker.
1933 hade Ullasjö socken 884 hektar åker och 3604 hektar skogsmark.

## Fornlämningar
Boplatser från stenåldern är funna. Från bronsåldern finns gravrösen. Från järnåldern finns gravfält. 
Vid gården Mansås har ett stycke fyrkantig sandsten hittats med inristade kors, hjärtan osv på tre sidor, troligen från medeltid. Även andra lösfynd har hittats i området, däribland fragment av enkel skafthålsyxa från Backa, flintyxa och flintkärna från Kolarp, flintavslag vid Ullasjösjöns strand, sänken och ryssjor från en f.d. sjö i Flogen osv.
Vid Ödegärdet har man i en åkermark hittat kol, aska, brända lerstycken, en stenyxa, brynstenar av bergart samt två handkvarnar från senare tid, möjligen rester av en boplats. En bekräftad boplats finns på en åker vid Ljungaskog med fynd av bl. a. mikrospån och spån av flinta, avslag och kärnor av densamma samt kvartsavslag, i närheten av denna finns ytterligare en med fynd av slagen flinta och bränt ben.

## Namnet
Namnet skrevs 1406 Vllasio och kommer från kyrkbyn och har äldst avsett en intilliggande sjö med oviss tolkning.